# Engin pyrotechnique

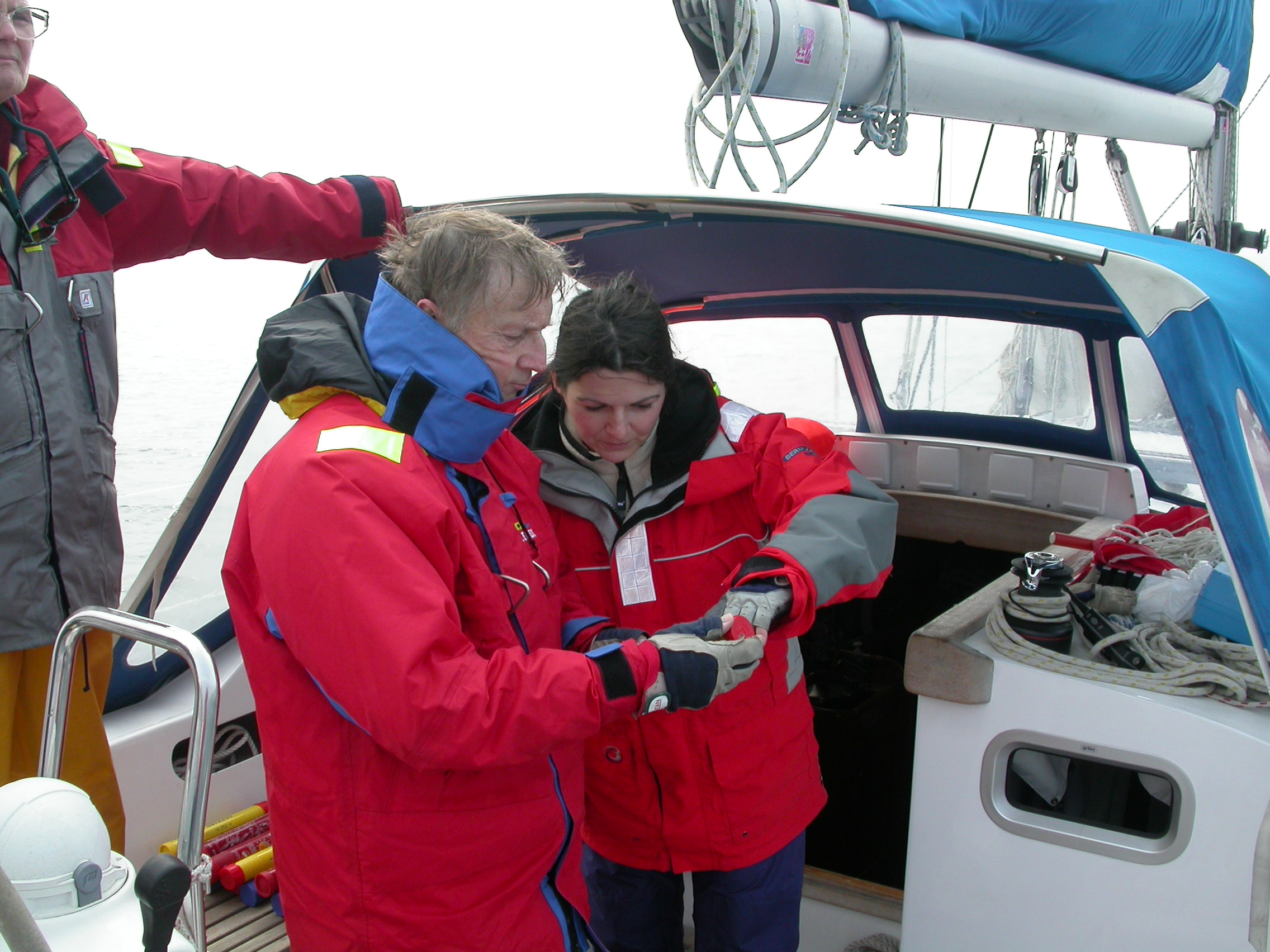
Attention aux erreurs de manipulation.

L'équipement de sécurité à bord d'un navire comporte divers types d'engins pyrotechniques:
Ces éléments sont à manier avec de grandes précautions en raison des risques d'incendie et de lésions corporelles en cas de mauvaise manipulation.
Est interdit l'usage de l'un quelconque de ces signaux, sauf dans le but d'indiquer un cas de détresse ou un besoin de secours, ainsi que l'usage d'autres signaux susceptibles d'être confondus avec l'un de ces signaux.

## Fusée à parachute
La fusée à parachute permet de se signaler sur une longue distance. Une fois percutée, un élément incandescent de couleur rouge (30 000 candelas) est propulsé à environ 300 mètres de hauteur. Un parachute ralentit la descente du projectile et assure la visibilité pendant une durée d'une minute environ.

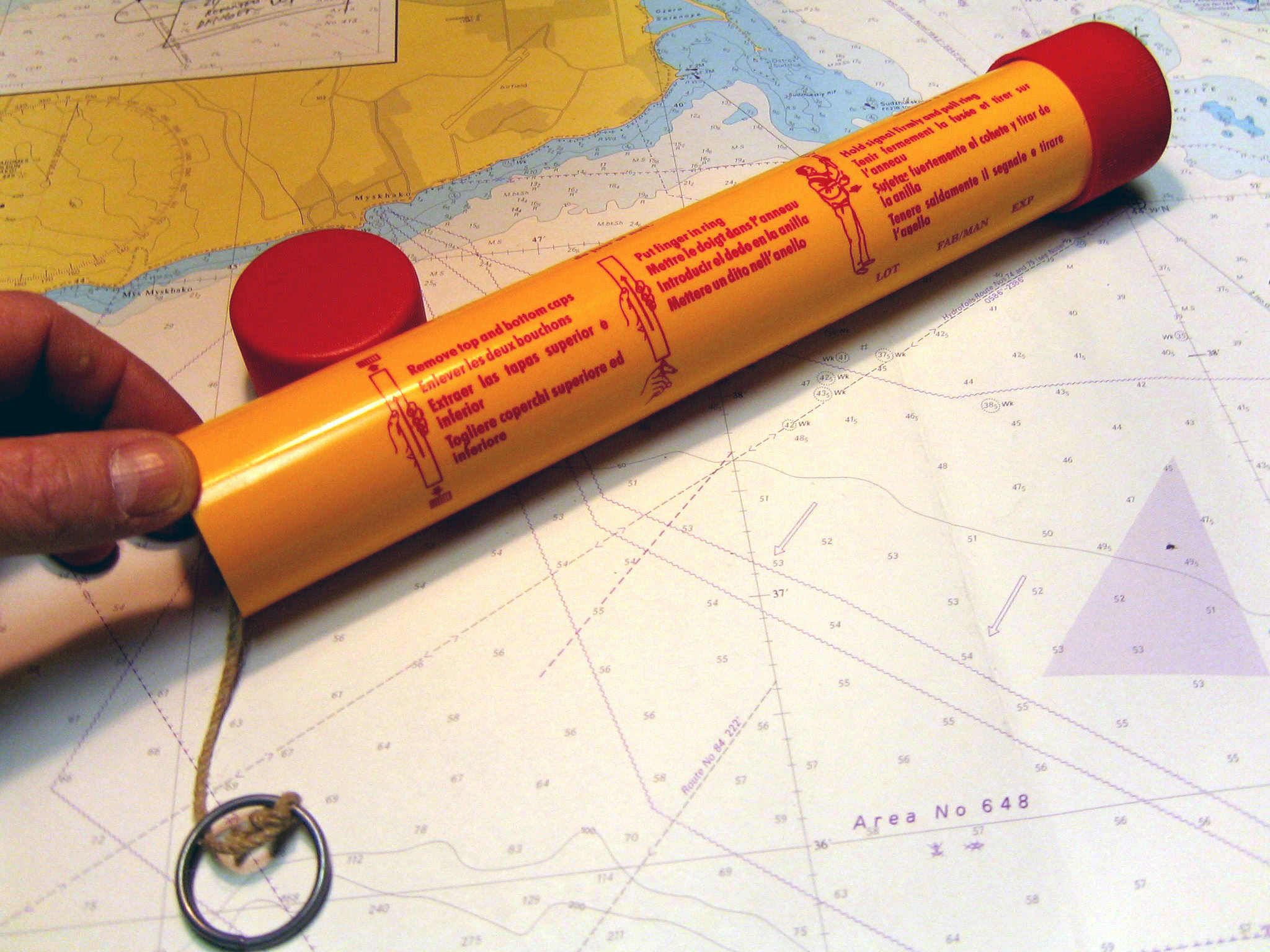
Fusée parachute

## Feu à main

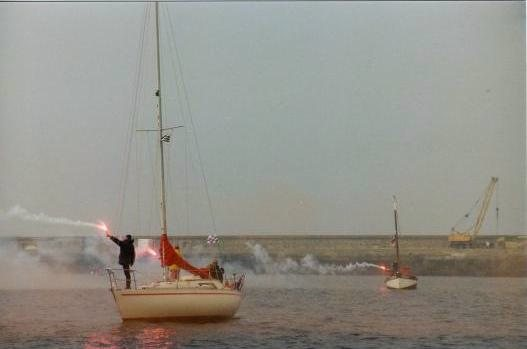
Feux de détresse à main (manifestation festive)

Le feu à main est employé à plus courte distance. La réaction chimique produit un feu rouge (15 000 candelas) qui dure environ 1 minute. Il permet une localisation plus précise du navire en détresse, mais à courte distance. Les feux à main sont très fréquemment employés dans les stades de football par les supporters.
Il est déconseillé de fixer la lumière émise par ce type d'engin, comme pour la fusée parachute. En effet, la luminosité est telle que l'œil peut-être endommagé par le rayonnement UV émis. Les risques de développer une photokératite sont à prendre en considération. Cependant, les dommages sont rarement définitifs.

## Fumigène
Le fumigène consiste en une boîte flottante, de la taille d'une petite boite de conserve, que la personne en détresse laisse flotter à proximité de son embarcation. Il produit une intense fumée orange et est particulièrement apprécié des sauveteurs en hélicoptère car il laisse à la surface de l'eau de grandes traînées orange facilement repérables depuis le ciel. C'est aussi celui qui présente le moins de risques pour l'équipage et le bateau en cas d'erreur de manipulation.

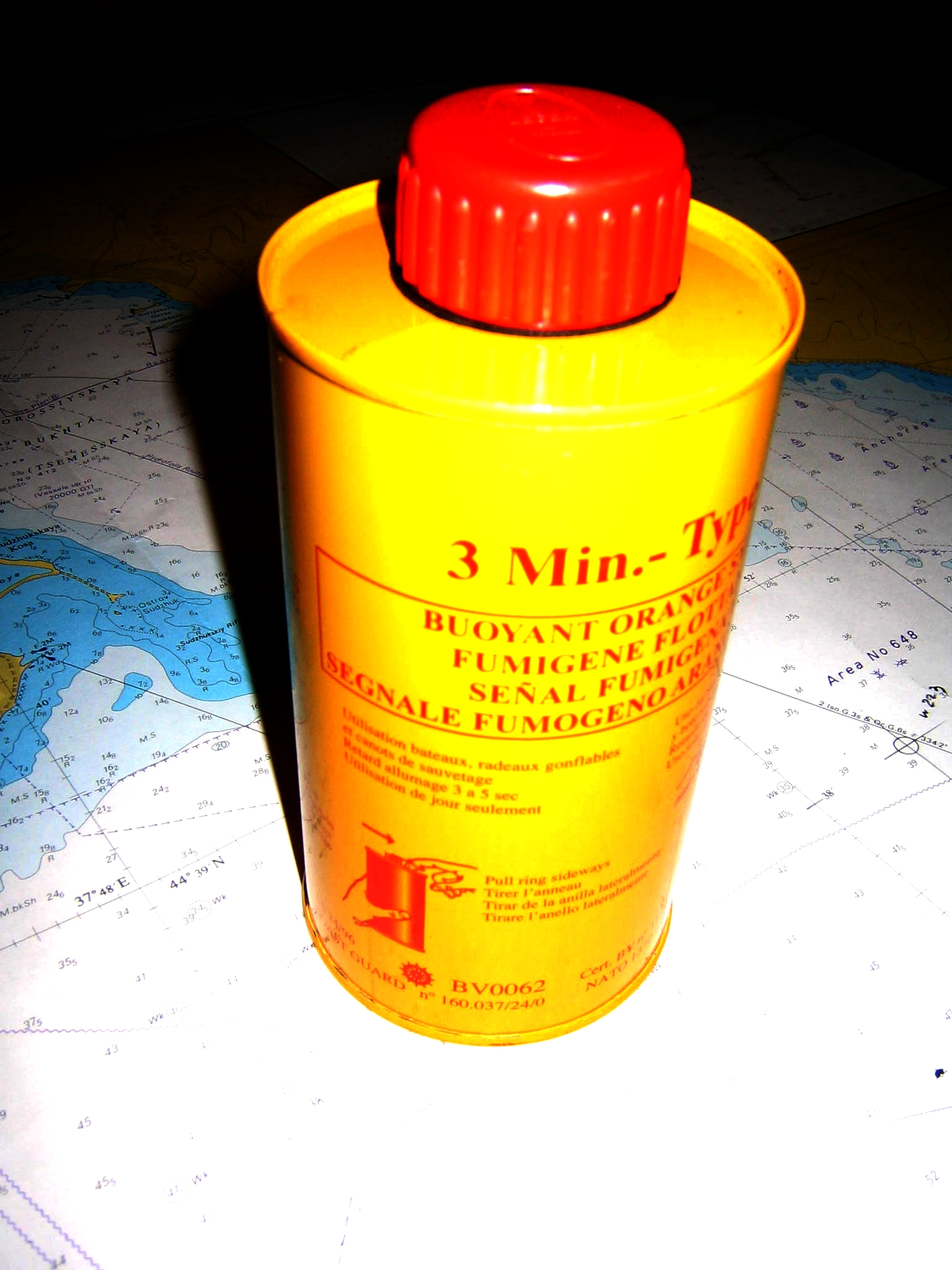
Fumigène orange

## Feux à retournement électrique avec fumigène (manoverboard)
Cet élément regroupe un signal fumigène de couleur orange et deux feux électriques. Il est employé en cas d'homme à la mer. Amarré sur une bouée couronne par une ligne, et fixé à bord du navire. Le lancement de la bouée arrache le système et déclenche l'allumage du fumigène, le système électrique fonctionne à retournement.

## Autres moyens
Voir la liste complète des Signaux de détresse. (source annexe IV de colreg).